# Eduard Bloch

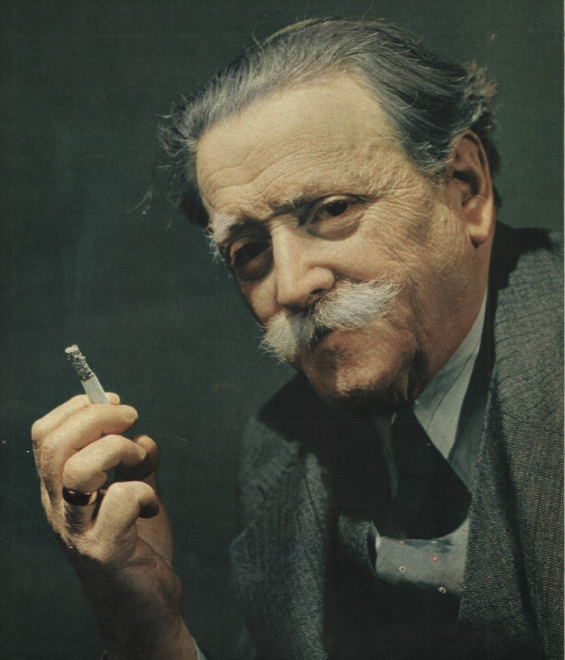
Eduard Bloch fue el médico de cabecera de la familia Hitler durante décadas. Irónicamente, era judío, Adolf Hitler lo sabía pero aun así le guardaba un gran aprecio y respeto.

Eduard Bloch (Hluboká nad Vltavou, 30 de enero de 1872-Nueva York, 1 de junio de 1945) fue un médico judío austríaco que ejerció en Linz, Austria. Hasta 1907, Bloch fue el médico de la familia de Adolf Hitler. Hitler más tarde le otorgó a Bloch protección especial después de que la Alemania nazi se anexara Austria.

## Primeros años
Bloch nació en  Frauenberg (hoy Hluboká nad Vltavou, República Checa), estudió medicina en Praga y luego se desempeñó como oficial médico en el ejército austriaco. Estuvo destinado en Linz desde 1899 hasta su licenciamiento en 1901, momento en el que abrió un consultorio médico privado allí. Ejerció en la casa barroca del número 12 de la Landstrasse, donde también vivía con su familia: su esposa, Emilie (de soltera Kafka) y su hija Trude, nacida en 1903. Según Ernst Koref, quien años más tarde sería alcalde de Linz, Bloch era muy querido, particularmente entre las clases sociales más bajas e indigentes. En general, se sabía que en cualquier momento de la noche estaba a disposición de la llamada de los pacientes. Solía ir de visita en su  hansom, con un llamativo sombrero de ala ancha. Como la mayoría de los judíos en Linz de aquella época, la familia Bloch fue asimilada.

## Médico de familia de Hitler
El primer miembro de la familia de Hitler que Bloch fue a ver fue Adolf Hitler. En 1904, Hitler había enfermado gravemente y estaba postrado en cama debido a una grave enfermedad pulmonar. Debido a esto, se le permitió abandonar su curso escolar y regresar a casa. Sin embargo, después de revisar los archivos de Hitler, Bloch sostuvo que había tratado al joven solo por dolencias menores, resfriado o amigdalitis y que Hitler no había sido ni robusto ni enfermizo. También afirmó que Hitler no tenía ninguna enfermedad, y mucho menos una afección pulmonar.
En 1907, a la madre de Hitler, Klara Hitler, se le diagnosticó un cáncer de mama. Murió el 21 de diciembre después de padecer el intenso sufrimiento que acarreaba la medicación diaria con yodoformo, un tratamiento corrosivo de olor fétido y doloroso que se usaba en ese momento y que Bloch administraba. Debido a la mala situación económica de la familia Hitler, Bloch redujo sus honorarios y en ocasiones ni les cobró. Hitler, de 18 años, le otorgó su "gratitud eterna" por ello (Ich werde Ihnen ewig dankbar sein). Esto se demostró en 1908 cuando Hitler le escribió a Bloch una tarjeta postal que le aseguraba su gratitud y reverencia, que expresó con regalos hechos a mano, como por ejemplo, una gran pintura mural que, según la hija de Bloch, Gertrude (Trude) Kren (nacida en 1903 en Austria, y fallecida en 1992 en los Estados Unidos) se perdió en el transcurso del tiempo. Incluso en 1937, Hitler preguntó por el bienestar de Bloch y lo llamó edeljude (‘judío noble’). Al parecer, Bloch también tenía un cariño especial por la familia Hitler que le brindó cierta seguridad en el futuro.

## Emigración

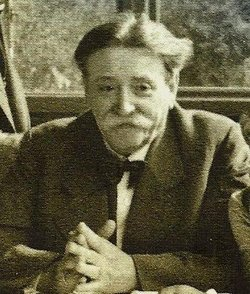
Eduard Bloch murió en 1945, después de emigrar desde la ciudad de Linz a Nueva York.

Después de la anexión de Austria en marzo de 1938 (Anschluss), la vida se volvió más difícil para los judíos austriacos. Después de que se cerrara la práctica médica de Bloch el 1 de octubre de 1938, su hija y su yerno, el joven colega de Bloch, el Dr. Franz Kren (nacido en 1893 en Austria, y fallecido en 1976 en Estados Unidos), emigraron al extranjero.
Bloch, de 66 años, le escribió una carta a Hitler pidiéndole ayuda y, como consecuencia, recibió una protección especial de la Gestapo. Fue el único judío en Linz con este estatus. Bloch se quedó en su casa con su esposa sin ser molestado hasta las formalidades para su emigración. Partió en 1940 hacia Estados Unidos, quedándose en Nueva York y siendo ocasionalmente interrogado por los servicios de inteligencia británicos y estadounidenses que buscaban detalles de la infancia de Hitler.

## Últimos años y muerte
Bloch fallecería a sus 73 años en Nueva York el 1 de junio de 1945, poco más de un mes después de Adolf Hitler, su antiguo paciente. Para entonces la Segunda Guerra Mundial, en Europa, había terminado y el gobierno nazi hacia semanas que se había rendido incondicionalmente ante los Aliados.